# Coppa del Mondo di salto con gli sci (specialità)
La Coppa del Mondo di salto con gli sci (specialità) è stato un trofeo assegnato annualmente dalla Federazione Internazionale Sci (FIS), dalla stagione 1995-1996 alla stagione 1999-2000, allo sciatore che aveva ottenuto il punteggio complessivo più alto nelle gare di salto con gli sci (escludendo dunque quelle di volo con gli sci) del circuito della Coppa del Mondo di salto con gli sci. Al vincitore veniva consegnata una coppa di cristallo uguale in tutto, fuorché nelle minori dimensioni, a quella che va al vincitore della classifica generale.

## Albo d'oro
| Stagione | Vincitore         | Nazione   |
| -------- | ----------------- | --------- |
| 1996     | Ari-Pekka Nikkola | Finlandia |
| 1997     | Dieter Thoma      | Germania  |
| 1998     | Primož Peterka    | Slovenia  |
| 1999     | Janne Ahonen      | Finlandia |
| 2000     | Martin Schmitt    | Germania  |